# Eu Receberia as Piores Notícias dos Seus Lindos Lábios
Eu Receberia as Piores Notícias dos Seus Lindos Lábios é um filme brasileiro do gênero drama, dirigido por Beto Brant e Renato Ciasca, lançado em 20 de abril de 2012, baseado no livro homônimo do escritor, jornalista e roteirista brasileiro Marçal Aquino.
O filme é inspirado no romance de Marçal Aquino e teve locações em Santarém, Pará.
Recebeu o Prêmio Itamaraty de Melhor Longa de Ficção Brasileiro na 35.ª Mostra Internacional de Cinema, em 2011.

## Sinopse
Cauby é um fotógrafo que trabalha para uma revista semanal que resolve trocar São Paulo pelo interior do Pará, onde encontrará neste lugar amazônico a bela Lavínia, mulher do pastor Ernani, formando um triângulo amoroso.

## Elenco
| Ator/Atriz       | Personagem      |
| ---------------- | --------------- |
| Camila Pitanga   | Lavínia         |
| Gustavo Machado  | Cauby           |
| Gero Camilo      | Viktor Laurence |
| Zecarlos Machado | Ernani          |
| Antônio Pitanga  | Pastor Isaías   |